# Anna Caroline Oury
Anna Caroline Oury   (Landshut, 24 de juny de 1808 - Múnic, 22 de juliol de 1880) també coneguda com a Ninette de Belleville, Ninette von Belleville o Ninette de Belleville-Oury, va ser una pianista i compositora alemanya d'ascendència francesa.
Anna Caroline de Belleville, era la filla d'un aristòcrata francès que era el director de l'òrgan jurat nacional de Mannheim. Va estudiar amb Carl Czerny a Viena entre 1816 i 1820, on va conèixer a Beethoven i va sentir que la impulsava. En 1829 va viatjar a Varsòvia on Chopin va escoltar el seu temple prou impressionant perquè ell escrivís sobre això en una carta, elogiant el seu "excel·lent" temple per la seva lleugeresa i elegància. Dotze anys més tard, el 1841, Chopin va dedicar el seu vals a "F minor, Op. Posth. 70, N ° 2" (Valsos op. 70), a la senyora Oury, encara que va ser inèdit fins a 1855.
El juliol del 1831 va fer el seu debut a Londres al "Her Majesty's Theatre" amb Niccolò Paganini i, a l'octubre, es va casar amb Antonio James Oury (1800-1883), violinista al "King's Theatre" de Londres i els dos van fer gires com a duo. Es van presentar a Alemanya, França, Bèlgica, Països Baixos, Àustria i Rússia entre 1831 i 1839 abans d'instal·lar-se a Anglaterra, exceptuant una gira de concerts a Itàlia el 1846/47. Treballant amb el seu marit, va ajudar a crear la Unió Musical de Brighton el 1847, un club de música de cambra modelat després de la Unió Musical de Londres. La resta de la carrera d'Anna Caroline Oury es va dedicar a centrar-se en la composició fins a la seva jubilació el 1866, escrivint aproximadament 180 obres per a piano en aquest moment. Oury va morir a Múnic en 1880 a l'edat de 72 anys.

## Obres
Oury va publicar més de 200 obres, incloses diverses transcripcions. Les obres seleccionades inclouen:
- Souvenir d'Edinbourg (arranjament)
- Fantasia sobre l'òpera "L'Africaine"
- La Chasse de Compiegne
- Plaintes de I'Absence
- Marche Ecossaise
- Valse brillant
- Nocturn.